# (13057) Jorgensen
(13057) Jorgensen (1990 VF8) – planetoida z pasa głównego asteroid okrążająca Słońce w ciągu 4,53 lat w średniej odległości 2,74 j.a. Odkryta 13 listopada 1990 roku.